# نکاربیشوفزهایم
شهر نکاربیشوفزهایم (به آلمانی: Neckarbischofsheim) در ایالت بادن-وورتمبرگ در کشور آلمان واقع شده‌است.